# Namialo
Namialo – miasto w północnym Mozambiku, w prowincji Nampula. Według danych na rok 2007 liczyło 32 048 mieszkańców.